# Stoecharthrum giardi
Stoecharthrum giardi är en djurart som beskrevs av Caullery och Mesnil 1899. Stoecharthrum giardi ingår i släktet Stoecharthrum, och familjen Rhopaluridae. Inga underarter finns listade i Catalogue of Life.